# Ґуркі (Куявсько-Поморське воєводство)
Ґуркі (пол. Górki, нім. Gorki) — село в Польщі, у гміні Стшельно Моґіленського повіту Куявсько-Поморського воєводства.
Населення — 215 осіб (2011).
У 1975-1998 роках село належало до Бидгоського воєводства.

## Демографія
Демографічна структура станом на 31 березня 2011 року:
|          | Загалом | Допрацездатний вік | Працездатний вік | Постпрацездатний вік |
| -------- | ------- | ------------------ | ---------------- | -------------------- |
| Чоловіки | 108     | 28                 | 70               | 10                   |
| Жінки    | 107     | 21                 | 58               | 28                   |
| Разом    | 215     | 49                 | 128              | 38                   |